# Gran Premio d'Ungheria 2018
Il Gran Premio d'Ungheria 2018 è stata la dodicesima prova della stagione 2018 del campionato mondiale di Formula 1. La gara, corsa domenica 29 luglio 2018 sul circuito dell'Hungaroring, è stata vinta dal britannico Lewis Hamilton su Mercedes, al suo sessantasettesimo successo nel mondiale. Hamilton ha preceduto all'arrivo i due piloti della Ferrari, il tedesco Sebastian Vettel ed il finlandese Kimi Räikkönen.

## Vigilia

### Aspetti tecnici
Per questa gara la Pirelli, fornitrice unica degli pneumatici, porta gomme di mescola media, morbida e supermorbida.
La FIA stabilisce due zone per l'utilizzo del Drag Reduction System: la prima sul rettilineo dei box, la seconda tra la curva 1 e la curva 2. Vi è un unico punto per la determinazione del distacco, fissato prima della curva 14.
Dopo le difficoltà riscontrate negli ultimi gran premi, la McLaren sostituisce il telaio di Stoffel Vandoorne. Al belga viene fornito un telaio già utilizzato in precedenza.
La ExxonMobil porta per la Red Bull Racing un nuovo tipo di carburante, pensato per la nuova specifica del motore Renault-TAG Heuer. In realtà, sulla vettura di Daniel Ricciardo, viene rimontato, dopo i problemi riscontrati nei gran premi precedenti, un motore di vecchia specifica, utilizzato fino al Gran Premio di Monaco.

### Aspetti sportivi
Da questa stagione, la Rolex sponsorizza il Gran Premio, in luogo della Pirelli.
In seguito alla scomparsa di Sergio Marchionne, la Scuderia Ferrari pone una striscia nera sulla monoposto, in segno di lutto.
La scuderia anglo-indiana Force India viene messa in amministrazione controllata. Viene nominata la società FRP Advisory quale amministratore congiunto. La presenza della scuderia è confermata per questa gara.
L'ex pilota di Formula 1, il britannico Derek Warwick, è nominato commissario aggiunto per la gara. Ha svolto già in passato tale funzione, l'ultima al Gran Premio d'Austria.
Nella prima sessione di prove libere del venerdì Antonio Giovinazzi ha preso il posto di Charles Leclerc alla Sauber.

## Prove

### Resoconto
Daniel Ricciardo coglie la migliore prestazione, nella prime prove libere del venerdì. L'australiano ha preceduto Sebastian Vettel e Max Verstappen: i primi sei della classifica si trovano entro otto decimi e mezzo. Vettel, staccato di soli 79 millesimi, ha subito un problema di sottosterzo, mentre Verstappen è stato autore di un testacoda. I piloti lamentano del poco grip delle gomme posteriori, anche se la temperatura dell'asfalto è molto calda. Risultano in difficoltà le due Mercedes, che hanno chiuso col quinto e sesto tempo.
Nico Hülkenberg, dopo 14 giri, ha dovuto terminare le prove, per un guasto sulla sua Renault, mentre Marcus Ericsson ha rischiato un incidente, uscendo di pista. La Renault è multata di 10 000 euro, con la condizionale, per non aver restituito, al termine della prima sessione, un treno di gomme di Hülkenberg.
Sebastian Vettel è scalato al primo posto, nelle prove libere del pomeriggio. Il tedesco ha colto il tempo utilizzando la mescola ultrasoft. La vettura ha dimostrato una certa competitività anche nella simulazione di gara. Dietro a Vettel si sono classificate le due Red Bull, seguite da Kimi Räikkönen, che si è impegnato nel test delle gomme a mescola media.
Ancora in difficoltà le Mercedes che, competitive con le gomme soft, soffrono un altissimo degrado quando montano gomme ultrasoft.
Anche nel sabato mattina Sebastian Vettel ottiene il miglior tempo (1'16"170), nuovo record della pista, seguito da Valtteri Bottas e dal compagno di squadra Kimi Räikkönen. La pioggia caduta nella notte ha però tolto la gomma che si era accumulata sul tracciato, rendendo così più scivolosa la pista. Il tedesco della Ferrari ha dovuto interrompere la sessione per un pezzo di un'altra vettura che si era infilato nella sua, mentre sulla Mercedes non sono state messe le termocoperte sul retrotreno, per ridurre il surriscaldamento. Entrambi i piloti sono stati autori di un testacoda in curva 6, con Bottas che ha toccato lievemente le barriere di sicurezza. Le frecce d'argento, per ottenere due giri veloci, devono intercalare due giri di raffreddamento fra un tentativo e un altro.
Dietro i primi tre piloti si piazzano Lewis Hamilton e i piloti della Red Bull Racing Daniel Ricciardo e Max Verstappen. Il settimo, Carlos Sainz Jr., è staccato di un secondo e mezzo dal miglior tempo.

### Risultati
Nella prima sessione del venerdì si è avuta questa situazione: 
| Pos | Nº | Pilota           | Costruttore               | Tempo    | Gap    | Giri |
| --- | -- | ---------------- | ------------------------- | -------- | ------ | ---- |
| 1   | 3  | Daniel Ricciardo | Red Bull Racing-TAG Heuer | 1'17"613 |        | 30   |
| 2   | 5  | Sebastian Vettel | Ferrari                   | 1'17"692 | +0"079 | 24   |
| 3   | 33 | Max Verstappen   | Red Bull Racing-TAG Heuer | 1'17"701 | +0"088 | 29   |

Nella seconda sessione del venerdì si è avuta questa situazione: 
| Pos | Nº | Pilota           | Costruttore               | Tempo    | Gap    | Giri |
| --- | -- | ---------------- | ------------------------- | -------- | ------ | ---- |
| 1   | 5  | Sebastian Vettel | Ferrari                   | 1'16"834 |        | 45   |
| 2   | 33 | Max Verstappen   | Red Bull Racing-TAG Heuer | 1'16"908 | +0"074 | 35   |
| 3   | 3  | Daniel Ricciardo | Red Bull Racing-TAG Heuer | 1'17"061 | +0"227 | 36   |

Nella sessione del sabato mattina si è avuta questa situazione: 
| Pos | Nº | Pilota           | Costruttore | Tempo    | Gap    | Giri |
| --- | -- | ---------------- | ----------- | -------- | ------ | ---- |
| 1   | 5  | Sebastian Vettel | Ferrari     | 1'16"170 |        | 16   |
| 2   | 77 | Valtteri Bottas  | Mercedes    | 1'16"229 | +0"059 | 17   |
| 3   | 7  | Kimi Räikkönen   | Ferrari     | 1'16"373 | +0"203 | 16   |

## Qualifiche

### Resoconto
Le qualifiche si aprono con l'incertezza riguardo al meteo; il Q1 comincia con pista bagnata e tutti i piloti optano per le intermedie, anche se certi tratti di pista, asciutti, rischiano di danneggiare le coperture. Valtteri Bottas è il primo a scalare primo, battuto poi da Lewis Hamilton, a sua volta battuto da Kimi Räikkönen. Daniel Ricciardo si trova in difficoltà, poiché a pochi minuti dal termine della prima fase l'australiano rischia l'eliminazione, ma riesce a conquistare il tredicesimo tempo. Col passare del tempo i piloti passano alle gomme slick, e i tempi sul giro si abbassano bruscamente, rimescolando la graduatoria. Sebastian Vettel fa il miglior giro in 1'16"666, davanti a Max Verstappen. Ricciardo rischia fortemente l'eliminazione, ma strappa un tempo valido, all'ultimo tentativo. Vengono eliminati Stoffel Vandoorne, Charles Leclerc, Esteban Ocon, Sergio Pérez e Sergej Sirotkin.
Il Q2 parte con Sebastian Vettel che inizia con le intermedie, mentre gli altri piloti devono sostituire gli pneumatici, avendo optato per gomme da asciutto. Lance Stroll va in testacoda in curva 9 urtando le barriere, e danneggiando il musetto della vettura, ma il canadese può ripartire. Marcus Ericsson opta per gomme da bagnato, mentre Räikkönen effettua un testacoda. Ancora Vettel fa il miglior tempo, davanti a Carlos Sainz Jr. e Max Verstappen. Vengono eliminati Fernando Alonso, Daniel Ricciardo, Nico Hülkenberg, Marcus Ericsson e Stroll.
Il Q3 comincia con la pista molto scivolosa a causa della pioggia più intensa, e tutti optano per le gomme da bagnato. Compiono un paio di errori Vettel e Verstappen. Valtteri Bottas conquista la pole provvisoria in 1'35"918, ma viene subito battuto da Lewis Hamilton in 1'35"658. Vettel è a due secondi, mentre Räikkönen chiude a due decimi. Vettel scala terzo, prima di essere battuto dal compagno di scuderia, a sua volta preceduto da Bottas. Pierre Gasly ha il sesto tempo. I piloti restano in pista, girando di continuo. Räikkönen migliora piazzandosi provvisoriamente in pole position, Sainz Jr. sale al quinto posto. Nell'ultimo tentativo le Mercedes si riportano ai primi due posti, con Hamilton che coglie la sua settantasettesima pole position in Formula 1. In seconda fila si piazzano le Ferrari di Räikkönen e Vettel.
Alla fine delle qualifiche Max Verstappen viene messo sotto indagine per aver ostacolato Romain Grosjean nel corso del Q3. L'olandese non viene penalizzato, e parte regolarmente settimo, in quanto viene considerato che le condizioni di scarsa visibilità non gli permettevano di avere una giusta visuale della pista.

### Risultati
Nella sessione di qualifica si è avuta questa situazione:
| Pos                         | Nº | Pilota            | Costruttore               | Q1       | Q2          | Q3       | Griglia |
| --------------------------- | -- | ----------------- | ------------------------- | -------- | ----------- | -------- | ------- |
| 1                           | 44 | Lewis Hamilton    | Mercedes                  | 1'17"419 | 1'31"242    | 1'35"658 | 1       |
| 2                           | 77 | Valtteri Bottas   | Mercedes                  | 1'17"123 | 1'32"081    | 1'35"918 | 2       |
| 3                           | 7  | Kimi Räikkönen    | Ferrari                   | 1'17"526 | 1'32"762    | 1'36"186 | 3       |
| 4                           | 5  | Sebastian Vettel  | Ferrari                   | 1'16"666 | 1'28"636    | 1'36"210 | 4       |
| 5                           | 55 | Carlos Sainz Jr.  | Renault                   | 1'17"829 | 1'30"771    | 1'36"743 | 5       |
| 6                           | 10 | Pierre Gasly      | Scuderia Toro Rosso-Honda | 1'18"577 | 1'31"286    | 1'37"591 | 6       |
| 7                           | 33 | Max Verstappen    | Red Bull Racing-TAG Heuer | 1'16"940 | 1'31"178    | 1'38"032 | 7       |
| 8                           | 28 | Brendon Hartley   | Scuderia Toro Rosso-Honda | 1'18"429 | 1'32"590    | 1'38"128 | 8       |
| 9                           | 20 | Kevin Magnussen   | Haas-Ferrari              | 1'18"314 | 1'32"968    | 1'39"858 | 9       |
| 10                          | 8  | Romain Grosjean   | Haas-Ferrari              | 1'17"901 | 1'33"650    | 1'40"593 | 10      |
| 11                          | 14 | Fernando Alonso   | McLaren-Renault           | 1'18"208 | 1'35"214    | N.D.     | 11      |
| 12                          | 3  | Daniel Ricciardo  | Red Bull Racing-TAG Heuer | 1'18"540 | 1'36"442    | N.D.     | 12      |
| 13                          | 27 | Nico Hülkenberg   | Renault                   | 1'17"905 | 1'36"506    | N.D.     | 13      |
| 14                          | 9  | Marcus Ericsson   | Sauber-Ferrari            | 1'18"641 | 1'37"075    | N.D.     | 14      |
| 15                          | 18 | Lance Stroll      | Williams-Mercedes         | 1'18"560 | senza tempo | N.D.     | PL      |
| 16                          | 2  | Stoffel Vandoorne | McLaren-Renault           | 1'18"782 | N.D.        | N.D.     | 15      |
| 17                          | 16 | Charles Leclerc   | Sauber-Ferrari            | 1'18"817 | N.D.        | N.D.     | 16      |
| 18                          | 31 | Esteban Ocon      | Force India-Mercedes      | 1'19"142 | N.D.        | N.D.     | 17      |
| 19                          | 11 | Sergio Pérez      | Force India-Mercedes      | 1'19"200 | N.D.        | N.D.     | 18      |
| 20                          | 35 | Sergej Sirotkin   | Williams-Mercedes         | 1'19"301 | N.D.        | N.D.     | 19      |
| Tempo limite 107%: 1'22"032 |    |                   |                           |          |             |          |         |

In grassetto sono indicate le migliori prestazioni in Q1, Q2 e Q3.

## Gara

### Resoconto
Il gran premio viene preceduto da un minuto di silenzio in onore di Sergio Marchionne.
Sebastian Vettel opta per gomme soft, mentre gli altri piloti della prima parte della griglia utilizzano gomme ultrasoft. In partenza Lewis Hamilton mantiene il comando, mentre il suo compagno di scuderia, Valtteri Bottas, riesce a difendere la seconda posizione dall'attacco delle due Ferrari. Seguono poi Max Verstappen, Pierre Gasly, Kevin Magnussen, Carlos Sainz Jr., Brendon Hartley e Nico Hülkenberg. Daniel Ricciardo, partito dodicesimo, si trova solo sedicesimo, al termine del primo giro, dopo un contatto con Marcus Ericsson. Appena alla fine della prima tornata si ferma Charles Leclerc. Il pilota della Sauber è costretto infatti al ritiro dopo aver danneggiato una sospensione per via di un contatto con una delle Force India.
Al quinto giro termina la gara anche per Max Verstappen, per un problema al motore. La direzione di gara decide per la Virtual safety car. Nei giri successivi inizia la rimonta di Ricciardo, che già al giro 14 è ottavo. Nello stesso giro c'è il cambio gomme per Kimi Räikkönen, che passa a gomme soft. La strategia del ferrarista è seguita, il giro seguente, da Bottas. Il pilota della Mercedes rientra in pista alle spalle di Gasly, ma lo sorpassa poco dopo, tornando terzo, alle spalle di Hamilton e Vettel. Räikkönen, invece, è tornato in pista sesto, ma al giro 17 passa Magnussen e al giro 22 anche Gasly, ponendosi così quarto.
Al venticinquesimo passaggio si ferma il leader della gara Hamilton, che passa alle gomme soft. In testa si trova così Vettel. Al ventiseiesimo passaggio Ricciardo ha la meglio su Gasly, cogliendo il quinto posto. Nei giri seguenti si mantiene attorno ai tredici secondi il divario tra Vettel e il suo immediato inseguitore, Hamilton.
Räikkönen effettua la seconda sosta al giro 38, che resta su gomme soft, mentre il giro dopo è il turno di Vettel, che passa a gomme ultrasoft. Il cambio gomme è però lento. Il tedesco rientra in gara terzo, dopo Bottas, ma davanti a Ricciardo e Räikkönen.
L'unico pilota della Red Bull Racing ancora in gara attende fino al giro 44 per il cambio gomme: Ricciardo scala quinto. Al cinquantesimo giro, il ritiro di Stoffel Vandoorne, che era in zona punti, costringe nuovamente a inserire la Virtual safety car.
Nella parte finale di gara le due Ferrari si avvicinano a Bottas, mentre Hamilton mantiene sempre un certo margine di vantaggio. Al sessantaquattresimo giro Vettel tenta il sorpasso al pilota finlandese della Mercedes alla prima curva. C'è un urto fra le due vetture alla seconda curva, ma il tedesco può passare indenne. Ne approfitta anche Räikkönen, che passa il suo connazionale. Al penultimo passaggio Bottas è passato anche da Ricciardo, sempre alla staccata della prima curva. Bottas, nel tentativo di difesa, colpisce la vettura dell'australiano, che però può terminare la gara quarto.
Lewis Hamilton vince per la sessantasettesima volta, e porta a 24 punti il suo vantaggio su Vettel, nella classifica piloti.

### Risultati
I risultati del Gran Premio sono i seguenti:
| Pos | Nº | Pilota            | Costruttore               | Giri | Tempo/Ritiro       | Griglia | Punti |
| --- | -- | ----------------- | ------------------------- | ---- | ------------------ | ------- | ----- |
| 1   | 44 | Lewis Hamilton    | Mercedes                  | 70   | 1h37'16"427        | 1       | 25    |
| 2   | 5  | Sebastian Vettel  | Ferrari                   | 70   | +17"123            | 4       | 18    |
| 3   | 7  | Kimi Räikkönen    | Ferrari                   | 70   | +20"101            | 3       | 15    |
| 4   | 3  | Daniel Ricciardo  | Red Bull Racing-TAG Heuer | 70   | +46"419            | 12      | 12    |
| 5   | 77 | Valtteri Bottas   | Mercedes                  | 70   | +1'00"000          | 2       | 10    |
| 6   | 10 | Pierre Gasly      | Scuderia Toro Rosso-Honda | 70   | +1'13"273          | 6       | 8     |
| 7   | 20 | Kevin Magnussen   | Haas-Ferrari              | 69   | +1 giro            | 9       | 6     |
| 8   | 14 | Fernando Alonso   | McLaren-Renault           | 69   | +1 giro            | 11      | 4     |
| 9   | 55 | Carlos Sainz Jr.  | Renault                   | 69   | +1 giro            | 5       | 2     |
| 10  | 8  | Romain Grosjean   | Haas-Ferrari              | 69   | +1 giro            | 10      | 1     |
| 11  | 28 | Brendon Hartley   | Scuderia Toro Rosso-Honda | 69   | +1 giro            | 8       |       |
| 12  | 27 | Nico Hülkenberg   | Renault                   | 69   | +1 giro            | 13      |       |
| 13  | 31 | Esteban Ocon      | Force India-Mercedes      | 69   | +1 giro            | 17      |       |
| 14  | 11 | Sergio Pérez      | Force India-Mercedes      | 69   | +1 giro            | 18      |       |
| 15  | 9  | Marcus Ericsson   | Sauber-Ferrari            | 68   | +2 giri            | 14      |       |
| 16  | 35 | Sergej Sirotkin   | Williams-Mercedes         | 68   | +2 giri            | 19      |       |
| 17  | 18 | Lance Stroll      | Williams-Mercedes         | 68   | +2 giri            | PL      |       |
| Rit | 2  | Stoffel Vandoorne | McLaren-Renault           | 49   | Cambio             | 15      |       |
| Rit | 33 | Max Verstappen    | Red Bull Racing-TAG Heuer | 5    | Perdita di potenza | 7       |       |
| Rit | 16 | Charles Leclerc   | Sauber-Ferrari            | 0    | Sospensione        | 16      |       |

## Classifiche mondiali

### Piloti
| Pos | Pilota            | Punti |
| --- | ----------------- | ----- |
| 1   | Lewis Hamilton    | 213   |
| 2   | Sebastian Vettel  | 189   |
| 3   | Kimi Räikkönen    | 146   |
| 4   | Valtteri Bottas   | 132   |
| 5   | Daniel Ricciardo  | 118   |
| 6   | Max Verstappen    | 105   |
| 7   | Nico Hülkenberg   | 52    |
| 8   | Kevin Magnussen   | 45    |
| 9   | Fernando Alonso   | 44    |
| 10  | Sergio Pérez      | 30    |
| 10  | Carlos Sainz Jr.  | 30    |
| 11  | Esteban Ocon      | 29    |
| 12  | Pierre Gasly      | 26    |
| 13  | Romain Grosjean   | 21    |
| 14  | Charles Leclerc   | 13    |
| 15  | Stoffel Vandoorne | 8     |
| 16  | Marcus Ericsson   | 5     |
| 17  | Lance Stroll      | 4     |
| 18  | Brendon Hartley   | 2     |

### Costruttori
| Pos | Costruttore               | Punti |
| --- | ------------------------- | ----- |
| 1   | Mercedes                  | 345   |
| 2   | Ferrari                   | 335   |
| 3   | Red Bull Racing-TAG Heuer | 223   |
| 4   | Renault                   | 82    |
| 5   | Haas-Ferrari              | 66    |
| 6   | Force India-Mercedes      | 59    |
| 7   | McLaren-Renault           | 52    |
| 8   | Scuderia Toro Rosso-Honda | 28    |
| 9   | Sauber-Ferrari            | 18    |
| 10  | Williams-Mercedes         | 4     |

## Decisioni della FIA
Al termine della gara, Valtteri Bottas è penalizzato di 10 secondi sul tempo totale e di due punti dalla Superlicenza per aver colpito la vettura di Daniel Ricciardo, durante un tentativo di sorpasso. Il finlandese resta al quinto posto.